# Miklós Esterházy
Miklós Esterházy di Galánta (Galanta, 8 aprile 1583 – Großhöflein, 11 settembre 1645) è stato il fondatore della linea più famosa della nobile casata degli Esterházy, una delle più abbienti dell'Ungheria.
Si convertì dal calvinismo al cattolicesimo e fu uno dei più forti sostenitori della reazione cattolica in Ungheria. Nel 1625 fu nominato Palatino del regno d'Ungheria dall'imperatore Ferdinando II. Nikolaus, convertendosi alla religione cattolica e alleandosi con l'imperatore di Asburgo, gettò le basi di quei legami che avrebbero fatto la fortuna della famiglia.

## Biografia
Miklós era figlio del nobile Ferenc Esterházy e di sua moglie, Zsófia Illéshazy. Come i genitori era di fede calvinista, ma si convertì successivamente assieme al futuro cardinale Péter Pázmány al cattolicesimo, scontrandosi alacremente contro i rappresentanti in Ungheria del calvinismo più estremo come Gabriel Bethlen e George I Rákóczi.
Per queste sue azioni, venne notato dall'imperatore Mattia del Sacro Romano Impero che lo distinse tra gli aristocratici ungheresi per il proprio valore e per la propria fede cattolica, contro l'avanzata turca in Ungheria. Lo creò quindi barone del Sacro Romano Impero nel 1613, conte di Bereg nel 1617 e luogotenente (in ungherese: főispán) della contea di Zólyom oltre a concedergli l'incarico di magister curiae regiae (ovvero di giudice reale) nel 1618.
Nel 1612 sposò in prime nozze Orsolya Dersffy che gli assicurò una grandissima fortuna in dote, oltre al governo delle città di Munkács e Landsee-Lackenbach. Nel 1622, invece di una remunerazione in denaro per i servigi compiuti, ricevette dall'Imperatore il titolo di conte abbinato al governo delle città di Forchtenstein ed alla signoria di Eisenstadt.
Nel 1623 sconfisse coi propri uomini i turchi sulle rive del fiume Nyitra e per questo la casa imperiale lo nominò anche Palatino nel 1625, una delle più alte dignità nazionali ungheresi. L'anno successivo ottenne anche la concessione della contea ereditaria sulla città di Forchtenstein.
Alla sua morte, gli succedette il figlio primogenito László.

## Matrimonio e figli

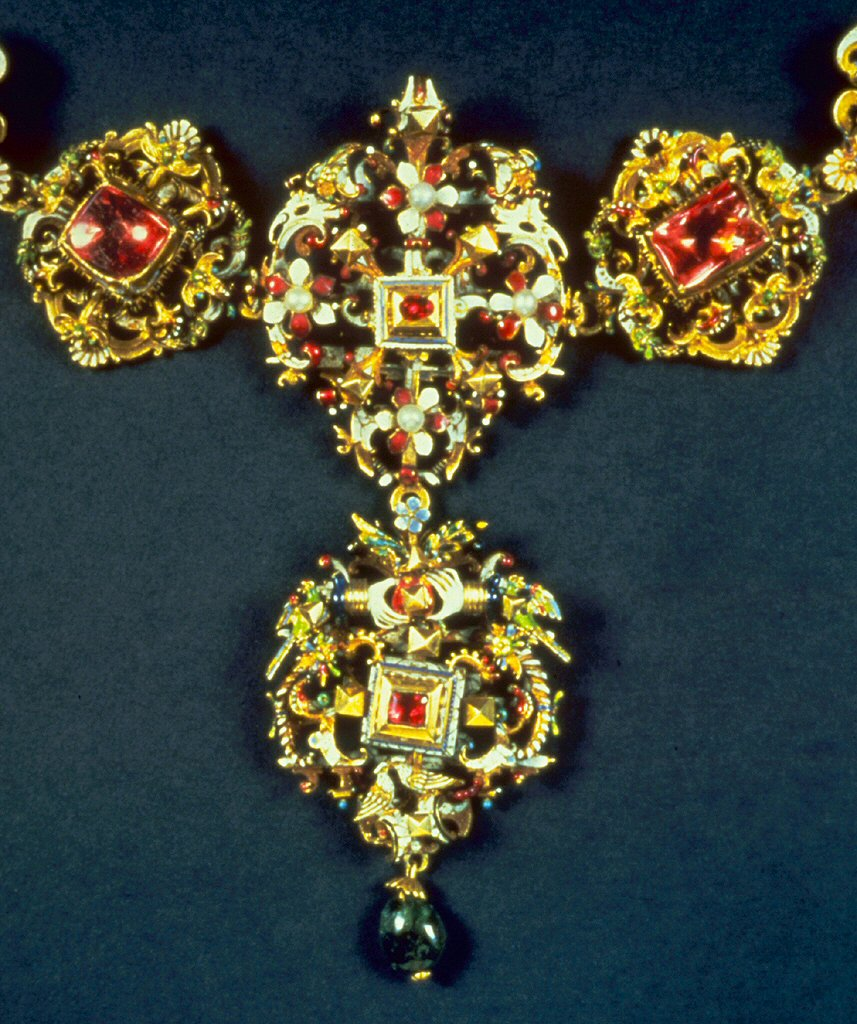
Prezioso collare in oro, pietre preziose e smalti che si dice appartenuto a Miklós Esterházy e indossato al suo matrimonio

Nel 1612 sposò la baronessa Orsolya Dersffy de Szerdahely (1583–1619). La coppia ebbe insieme i seguenti figli:
- István (1616–1641), premorto al padre. Ebbe una figlia femmina.
- Krisztina (1617–1617).

Alla morte della prima moglie, si risposò nel 1624 con la baronessa Krisztina Nyáry de Bedegh (1604–1641) dalla quale ebbe: 
- Magdolna (1625–1627);
- László (1626–1652), suo successore, ucciso nella battaglia di Vezekény;
- Katalin (1628–1630);
- Anna Júlia (1630–1669), sposò Ferenc Nadasdy de Nádasd et Fogarasföld;
- Michael (1632–1633);
- Mária Krisztina (1634–1634);
- Paolo (1635–1713), suo successore;
- Mária (1638–1684), sposò il conte György Drugeth de Homonna;
- Ferenc (1641–1683), ebbe discendenza.